# 樂高集團

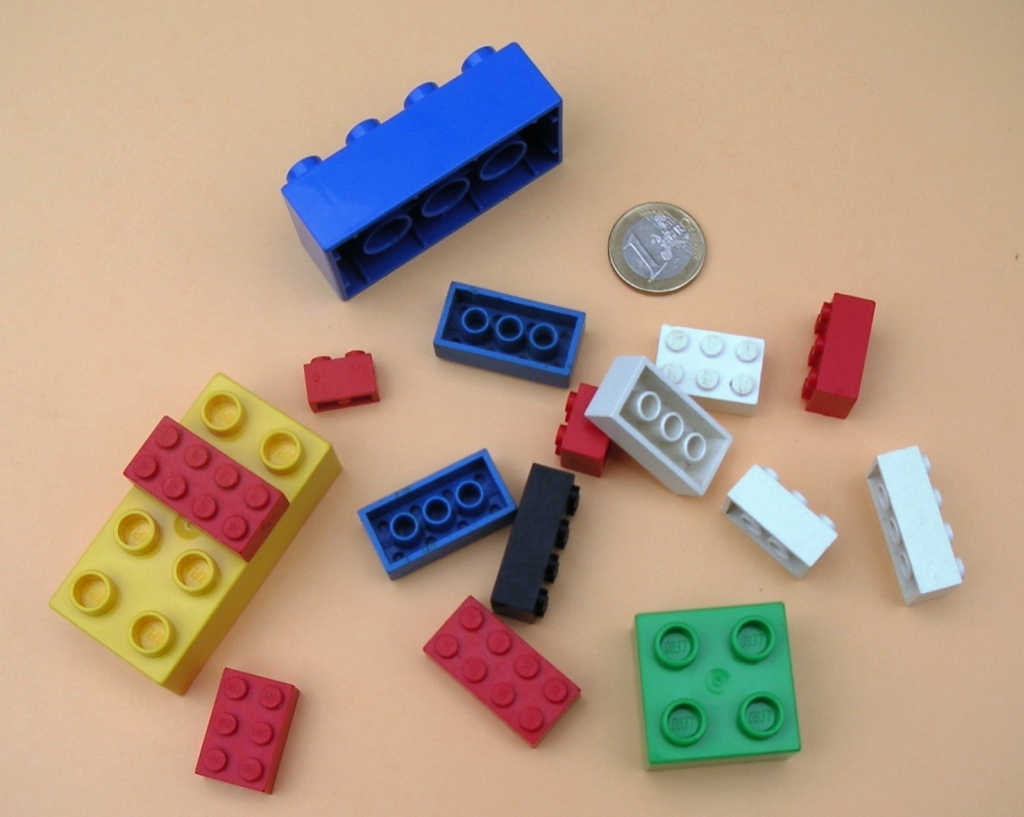
樂高集團生產的樂高積木

樂高集團（英語：The Lego Group）是一間丹麥家族玩具公司，亦是樂高積木的製造商。除了製造樂高積木，還擁有樂高樂園和全世界的許多家零售店。

## 历史
總部位於比隆，始於1932年，其出產的主要積木玩具名為樂高。樂高集團旗下最有名的系列包括城市（City）系列、Technic系列和Mindstorms系列。樂高公司在1997年推出一系列的電動而迷失了方向，後來由總裁的帶領下才回到軌道上。今日樂高玩家，不只是小孩子的玩具，甚至有許多成人玩家及團體。現在也走入了機械玩具時代，樂高也跟緊腳步，分別先後推出了Technic系列和Mindstorms系列，Technic系列是以真實機械而開始的，Mindstorms系列是以程式機械而開始，樂高也逐漸進入了興盛年代。

## 標誌

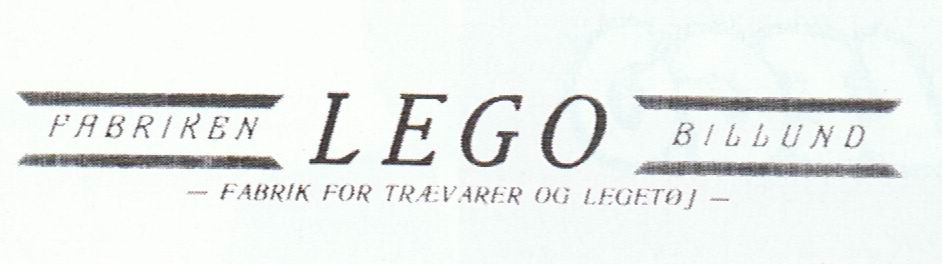
1936年–1946年
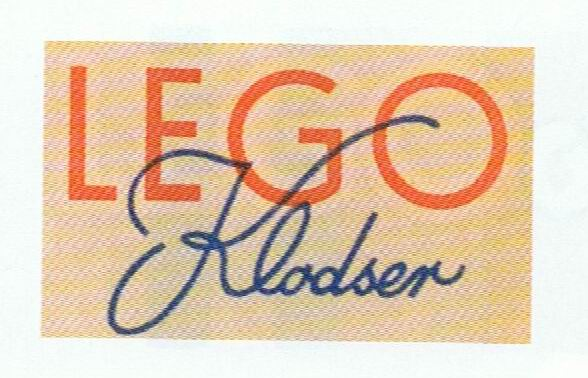
1946年–1948年
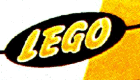
1948年–1950年
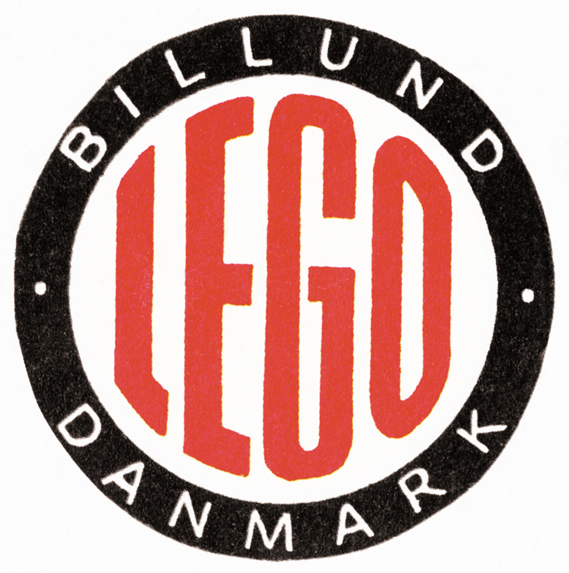
1950年–1953年
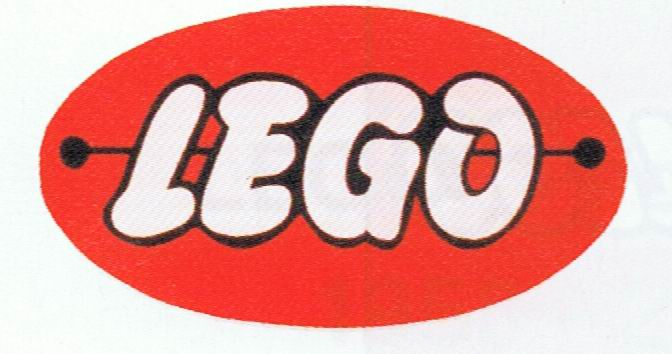
1953年–1954年
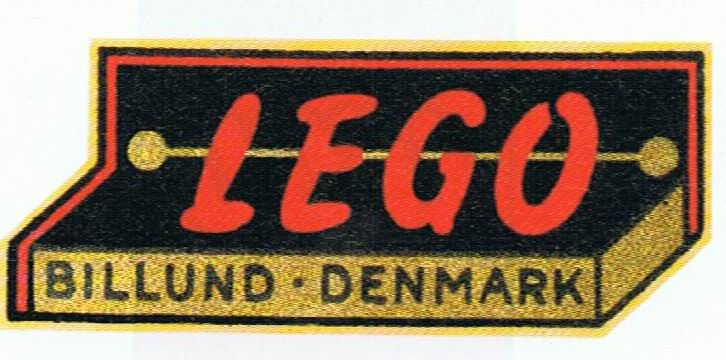
1954年–1959年
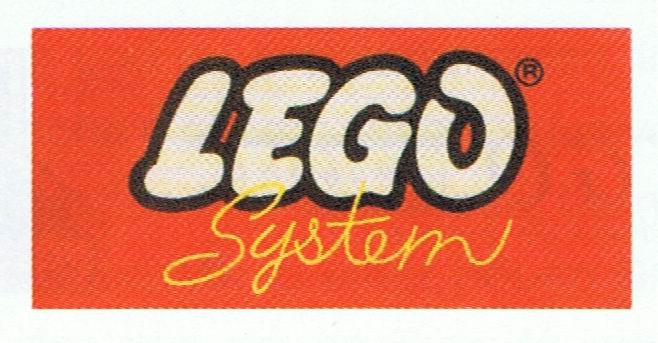
1959年–1964年
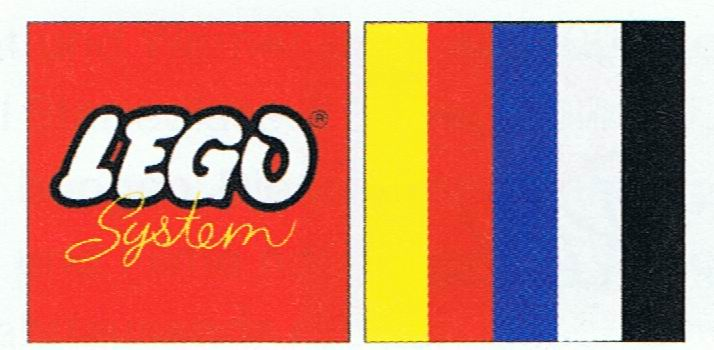
1964年–1972年
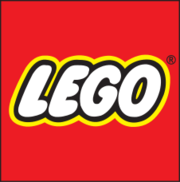
1972年–1998年
1998年–現在

## 外部連結
- 官方网站
- 樂高維基（Lego Wiki） （页面存档备份，存于）
  - 產品列表 （页面存档备份，存于）
- 樂高中文維基 （页面存档备份，存于）